# Lindsey (Ohio)
Lindsey é uma vila localizada no estado norte-americano de Ohio, no Condado de Sandusky.

## Demografia
Segundo o censo norte-americano de 2000, a sua população era de 504 habitantes.
Em 2006, foi estimada uma população de 482, um decréscimo de 22 (-4.4%).

## Geografia
De acordo com o United States Census Bureau tem uma área de
4,0 km², dos quais 4,0 km² cobertos por terra e 0,0 km² cobertos por água. Lindsey localiza-se a aproximadamente 192 m acima do nível do mar.

## Localidades na vizinhança
O diagrama seguinte representa as localidades num raio de 12 km ao redor de Lindsey.